# Tennistoernooi van Rosmalen 2008
Het tennistoernooi van Rosmalen van 2008 werd van 15 tot en met 21 juni 2008 gespeeld op de grasbanen van het Autotron Expodome in de Nederlandse plaats Rosmalen, onderdeel van de gemeente 's-Hertogenbosch. De officiële naam van het toernooi was Ordina Open.
Het toernooi bestond uit twee delen:
- WTA-toernooi van Rosmalen 2008, het toernooi voor de vrouwen
- ATP-toernooi van Rosmalen 2008, het toernooi voor de mannen

ATP-toernooi van Rosmalen – WTA-toernooi van Rosmalen

1996 · 1997 · 1998 · 1999 · 2000 · 2001 · 2002 · 2003 · 2004 · 2005 · 2006 · 2007 · 2008 · 2009 · 2010 · 2011 · 2012 · 2013 · 2014 · 2015 · 2016 · 2017 · 2018 · 2019 · 2020-2021 · 2022 · 2023 · 2024